# مک کالوین
مک کالوین (انگلیسی: Mack Calvin؛ زادهٔ ۲۷ ژوئیهٔ ۱۹۴۷) بازیکن بسکتبال اهل ایالات متحده آمریکا است. از باشگاه‌هایی که در آن بازی کرده‌است می‌توان به یوتا جاز، لس آنجلس لیکرز، لس آنجلس کلیپرز، دنور ناگتس، سن آنتونیو اسپرز، و کلیولند کاوالیرز اشاره کرد.